# Awatere (Gisborne)
Pour les articles homonymes, voir Awatere.
Le fleuve côtier Awatere (anglais : Awatere River) est un petit cours d'eau, de 9 km en longueur, s’écoulant à travers le district de Gisborne dans la région de Gisborne dans l’île du Nord de la Nouvelle-Zélande.

## Géographie
L'Awatere du district de Gisborne est formé par la confluence de la rivière Kopuapounamu et de la rivière Taurangakautuku au nord de la ville de Whakaagiangi. Elle se jette dans l'océan Pacifique juste à l'est de la ville de Te Araroa.

## Affluents
L'Awatere du district de Gisborne plusieurs affluents référencés par le LINZ :
- le Tokatawhitiwhiti Stream (rd[note 2])
- le Mangatakawa Stream (rd),
- le Mangoawira Stream (rg), avec cinq affluents :
  - le Kotikoti Stream (rd)
- le Mangaotihe Stream (rd), avec un affluent :
  - le Waewaetakarepa Stream (rg),
- l'Otawhau Stream (rd),

### Rang de Strahler
Donc son rang de Strahler est de trois.

## Aménagements et écologie
L'autoroute 35, de Gisborne à Opotiki, emprunte la vallée de l'Awatere sur la presque totalité de la longueur du petit fleuve côtier.